# Xie od Xije
Xie (泄) bio je 10. vladar kineske dinastije Xije, sin i nasljednik kralja Manga te unuk Huaija, a navodno je vladao 25 godina.
U 12. godini njegove vladavine, vazal Zihai putovao je u Youyi, ali ga je ubio vladar te zemlje, Mianchen, kojeg je ubio ministar Wei.
U 21. godini svoje vladavine, Xie se borio s barbarskim plemenima te je pobijedio.
Njegovi sinovi su bili kraljevi Jiong i Bu Jiang, a unuci Jin i Kong Jia.